# Callosobruchus maculatus
Mọt đậu đỏ (Callosobruchus maculatus) là một loài bọ cánh cứng trong họ Bruchidae. Loài này được Fabricius miêu tả khoa học năm 1775.
Loài này có ở Việt Nam.

## Hình ảnh

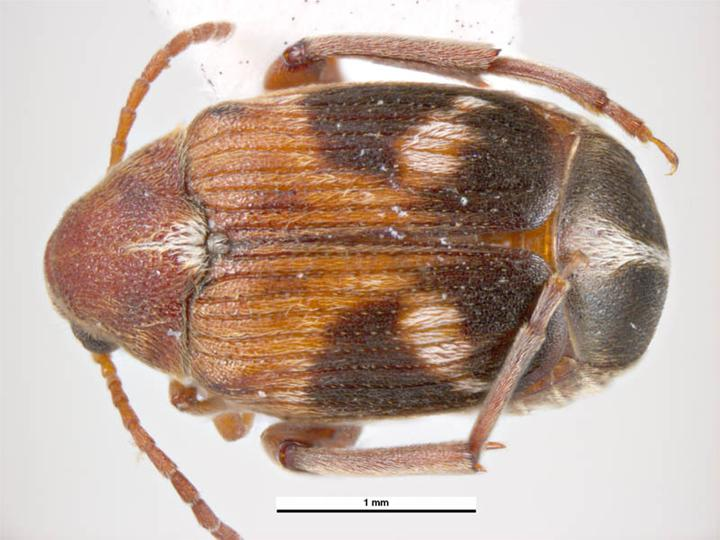
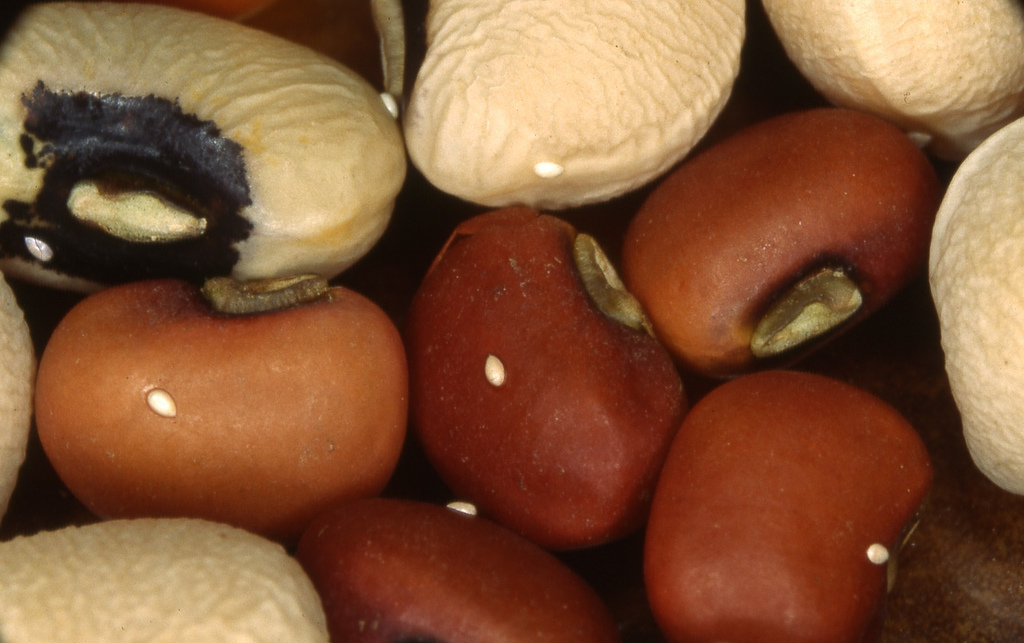
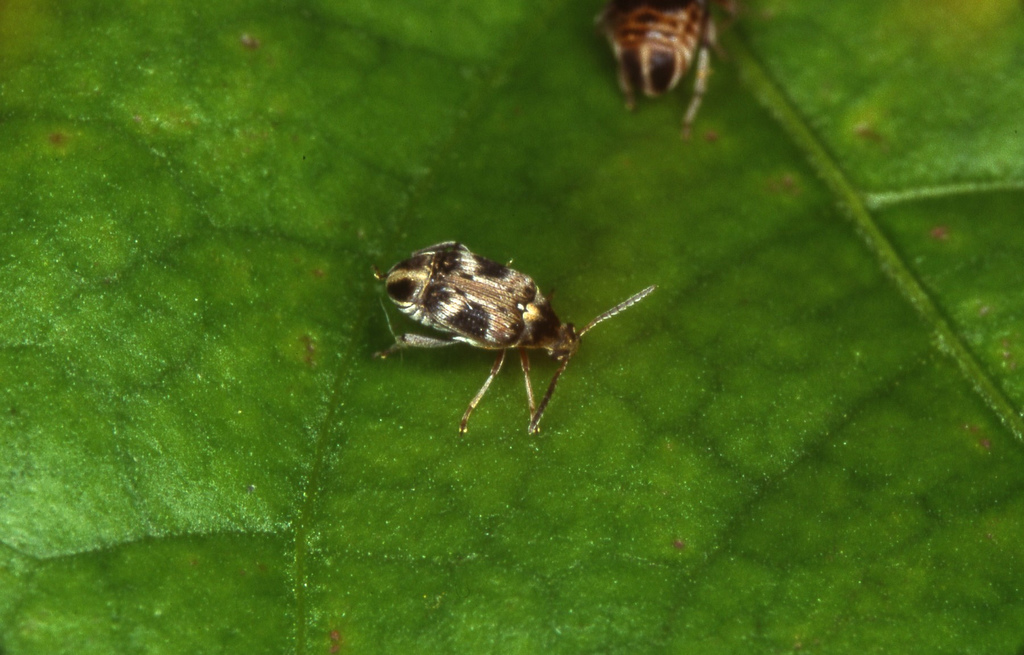
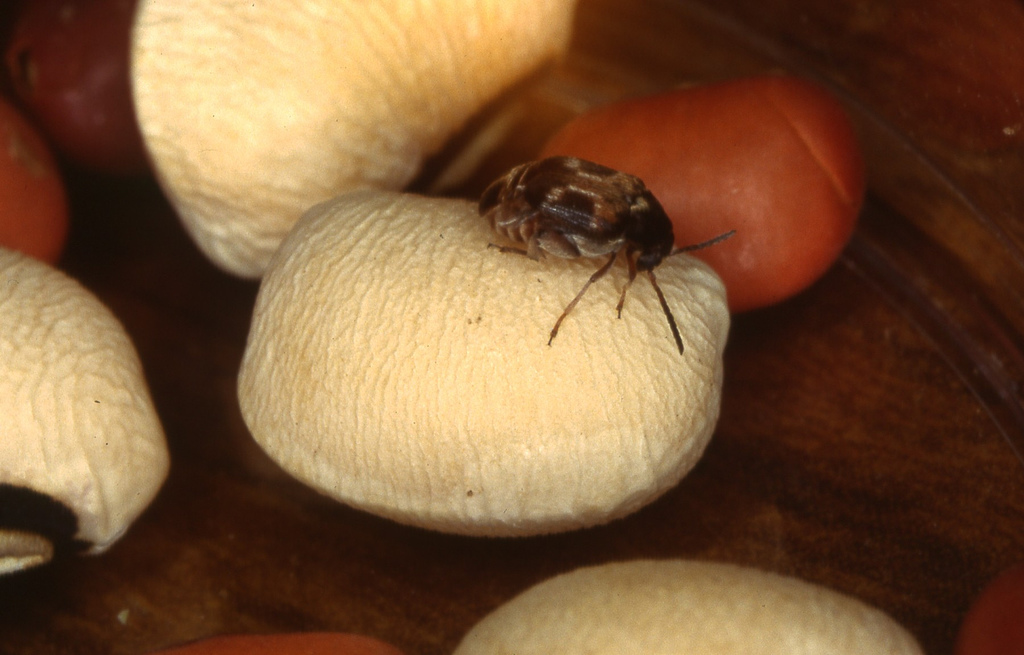